# شین‌هوآ

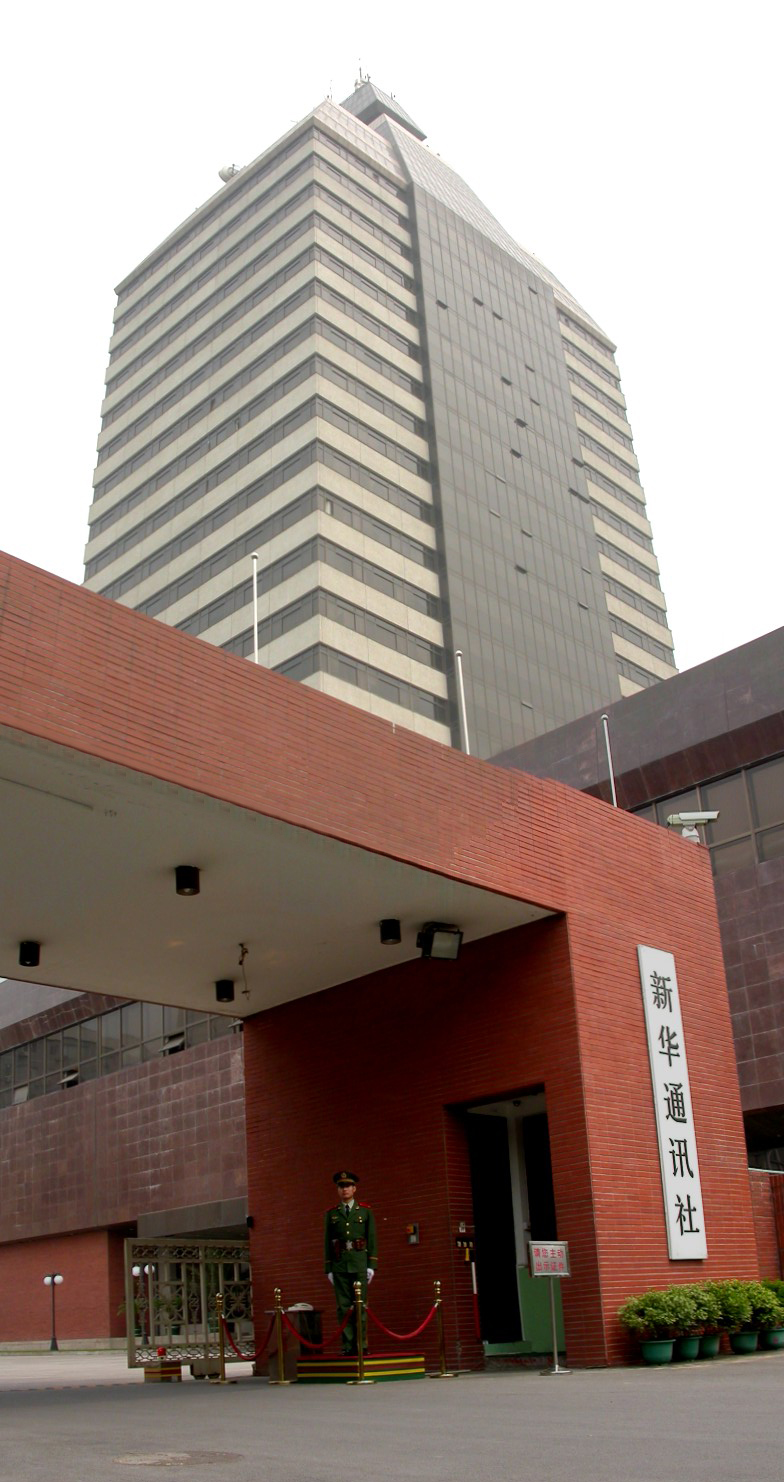
در جلویی ساختمان مرکزی خبرگزاری شین‌هوآ در پکن

شین‌هوآ (به انگلیسی: Xinhua) خبرگزاری رسمی دولت چین و همچنین بزرگترین مرکز جمع‌آوری آمار و کنفرانس‌های خبری می‌باشد. این یکی از دو خبرگزاری در چین می‌باشد و دیگری سرویس خبری چین است.
شین هوآ در نوامبر 1931 میلادی به عنوان رسانه حزب کمونیست چین تاسیس شد و در سال 1937 به نام « شین هوآ»  تغییر نام داد. این خبرگزاری همچنان تحت سیاست های کنترلی دولت چین فعالیت می کند . شین هوآ در 1957 میلادی بخش زبان انگلیسی خود را راه اندازی کرد و اینک علاوه بر زبان های  چینی و انگلیسی به زبان های ژاپنی، انگلیسی، عربی، فرانسوی، اسپانیایی، پرتقالی و آلمانی نیز فعالیت می کند. 
این خبرگزاری بیش از ۱۰٬۰۰۰ کارمند دارد - در مقایسه با رویتر با تعداد ۱٬۳۰۰ کارمند; ۱۰۷ دفتر در سراسر دنیا برای جمع‌آوری اطلاعات و همچنین اشاعهٔ اطلاعات درباره چین، و ۳۱ دفتر در کشور چین - به ازای هر استان یک عدد بعلاوهٔ یک مرکز نظامی.